# 芒毛苣苔

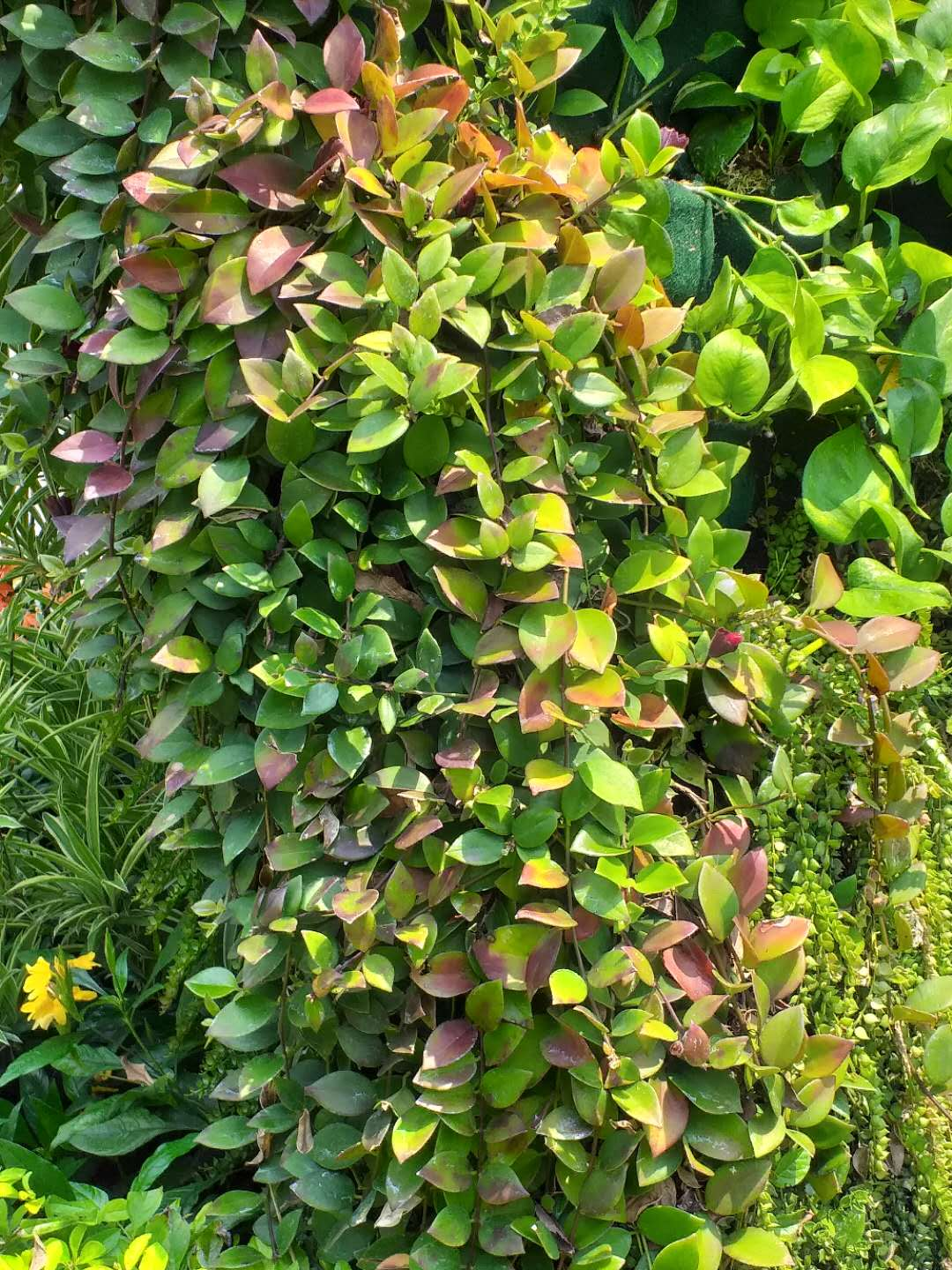
植株。2018台中花博，台灣。

芒毛苣苔（学名：Aeschynanthus acuminatus）为苦苣苔科芒毛苣苔属下的一个种。分佈於亞洲熱帶及亞熱帶地區。芒毛苣苔為附生常绿藤本，主要生長在中低海拔森林及河岸的樹上或岩石上。花形奇特，紅褐色筒形花萼，鮮紅色管狀花苞由花萼中伸出，彷彿從筒中旋出的「口紅」，因此又名口紅花。與綠色葉片相互襯映，適合吊藍式栽培與欣賞。

## 扩展阅读
維基物種上的相關：芒毛苣苔